# Oreoica gutturalis
Oreoica gutturalis е вид птица от семейство Pachycephalidae, единствен представител на род Oreoica.

## Разпространение
Видът е разпространен в Австралия.